# Tical Campuchia

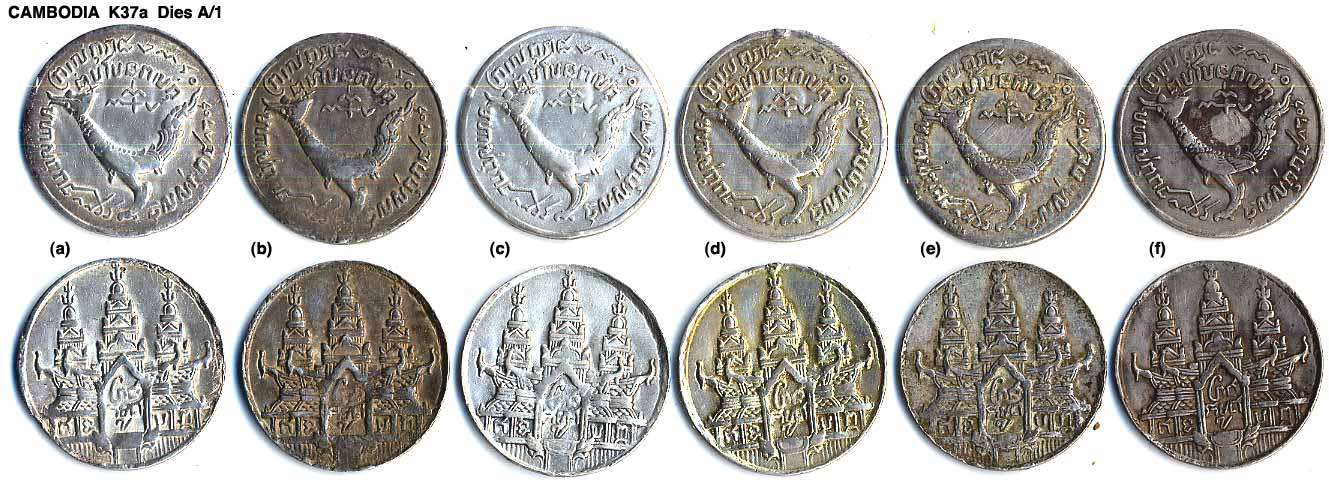
1 đồng xu tical được sản xuất vào năm 1853.

Trước năm 1875, tikal là tiền tệ của Campuchia cũng như Xiêm. Tuy nhiên, là kết quả của sự can thiệp của Pháp vào khu vực này, tác phẩm ở Campuchia đã được thay thế vào năm 1875 bởi đồng franc Campuchia. Thuật ngữ thuật ngữ là tên mà người nước ngoài sử dụng cho từ địa phương Baht. Từ Baht thực sự được gọi là trọng lượng liên quan đến trọng lượng của bạc, vì hệ thống tiền tệ dựa trên trọng lượng của đồng bạc. Các tical (hoặc baht) là một đồng tiền bạc nặng 15 gram, do đó cho nó một sự tương đồng thô về giá trị cho đồng Rupee Ấn Độ. TiKal được chia thành 64 att, 32 pe, 8 fuang hoặc 4 salong.

## Tiền xu
Năm 1847 và 1848, tiền xu được phát hành theo mệnh giá 1 att, 1 và 2 pe, 1 fuang, ¼ 1 và 4 tikal. 1 att bị ấn tượng trong đồng, 1 và 2 pe bị tấn công trong cả hai đồng và Bilon, 1 fuang bị ấn tượng trong đồng, Bilon và bạc, trong khi ¼, 1 và 4 tical được đánh bạc. Nhiều đồng tiền nhỏ hơn là uniface.